# Football Club Chiasso 1984-1985
Questa pagina raccoglie i dati riguardanti il Football Club Chiasso nelle competizioni ufficiali della stagione 1984-1985.

## Rosa
| N. |                     | Ruolo | Calciatore           |
| -- | ------------------- | ----- | -------------------- |
|    | Svizzera (bandiera) | C     | Sergio Becchio       |
| 1  | Svizzera (bandiera) | P     | Mario Bernasconi     |
|    | Svizzera (bandiera) | D     | Daniele Campiotti    |
|    | Svizzera (bandiera) | D     | Marco Falconi        |
|    | Svizzera (bandiera) | D     | Lorenzo Ferrazzi     |
|    | Svizzera (bandiera) | D     | Michele Fontana      |
|    | Svizzera (bandiera) | A     | Daniel Jeckelmann    |
|    | Svizzera (bandiera) | D     | Stephan Kalbermatter |
|    | Svizzera (bandiera) | A     | Jörg Kasa            |
|    | Svizzera (bandiera) |       | Giovanni Keller      |
|    | Italia (bandiera)   | A     | Gianmario Leva       |

| N. |                     | Ruolo | Calciatore        |
| -- | ------------------- | ----- | ----------------- |
|    | Spagna (bandiera)   | C     | Marcello Mantilla |
|    | Germania (bandiera) | C     | Herbert Neumann   |
| 1  | Svizzera (bandiera) | P     | Roberto Piccioli  |
|    | Svizzera (bandiera) | C     | Mario Preisig     |
|    | Svizzera (bandiera) | D     | Moreno Ratti      |
|    | Svizzera (bandiera) | A     | Giancarlo Riva    |
|    | Italia (bandiera)   | D     | Oscar Sordelli    |
|    | Svizzera (bandiera) | D     | Rolf Stephani     |
|    | Svizzera (bandiera) | C     | Marco Testa       |
|    | Svizzera (bandiera) | A     | Marco Von Gunten  |